# Баница (гмина Усьце-Горлицке)

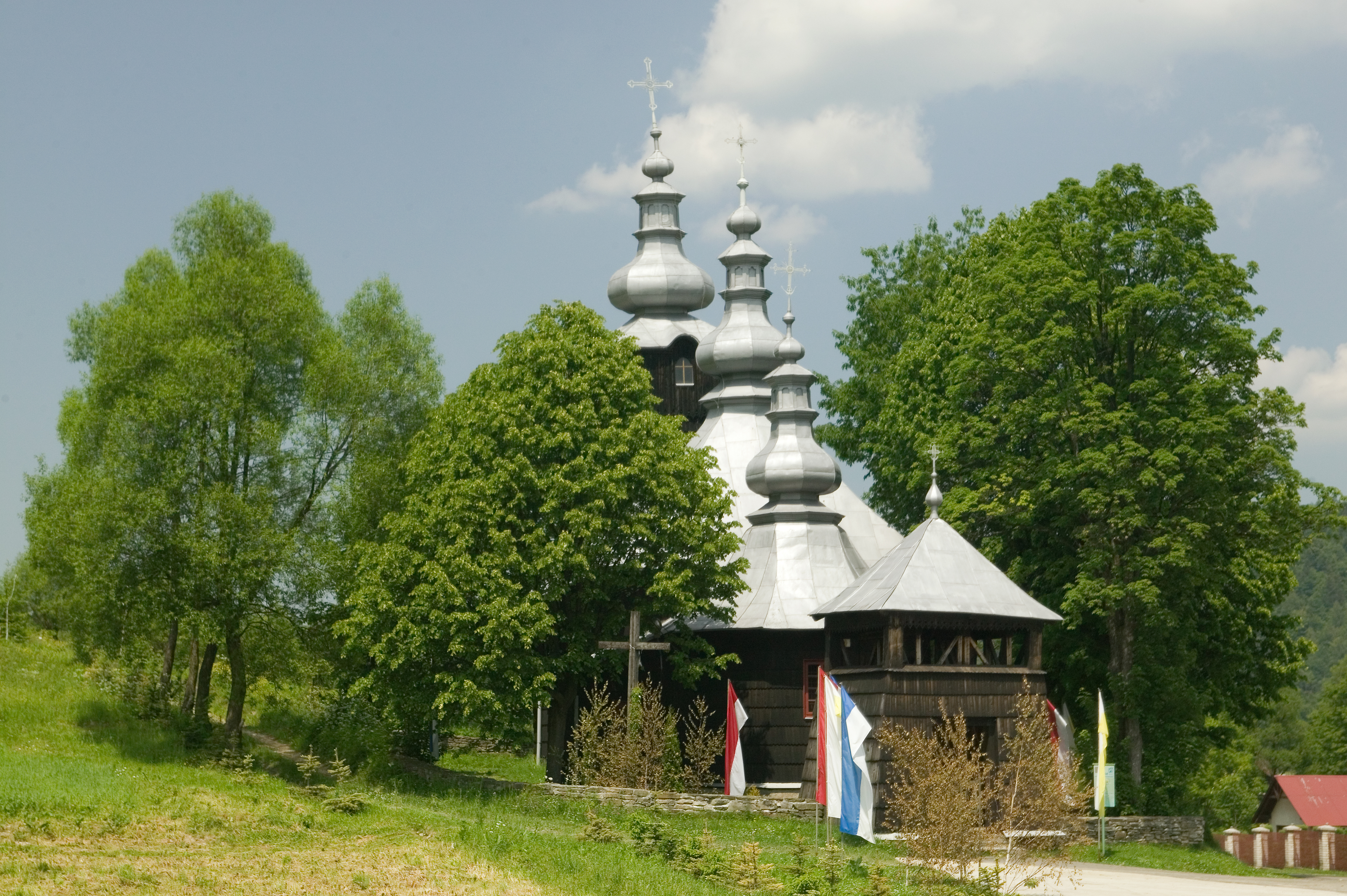
Церковь святых Космы и Дамиана, Баница

Баница (русин. Баниця, пол. Banica) — село в Польше, находящееся на территории гмины Усце-Горлицке Горлицкого повята Малопольского воеводства.

## География
Село находится в 9 км от Усце-Горлицке, в 22 км от Горлице и в 105 км от Кракова.

## История
Первое письменное свидетельство о селе Баница относится к 1629 году. Во время Первой и Второй мировых войн село подверглось сильному разрушению. До 1946 года большинство жителей Баницы составляли лемки. В 1947 году жителей села во время операции «Висла» переселили в западную часть Польши. В 1956 году несколько семей лемков возвратилось в Баницу.

## Достопримечательности
- Церковь святых Космы и Дамиана — грекокатолическая церковь.